# Oblast de Costroma
O oblast de Costroma (em latim: Costroma; em russo: Кострома; romaniz.: Kostroma) é uma divisão federal da Federação da Rússia.
O seu centro administrativo é a cidade de Kostroma e a sua população, de acordo com o censo populacional de 2010, era de 667 562 habitantes.
O oblast foi criado em 1944, a partir de território separado do vizinho oblast de Iaroslavl.
Desde o século XVIII, que a indústria têxtil tem grande desenvolvimento na região. As suas principais localidades históricas são Kostroma, Sharia, Nerekhta, Galitch, Soligalitch e Makariev.
Viktor Shershunov foi governador a partir de 1997 e até à sua morte num acidente de viação a 20 de setembro de 2007, tendo sido substituído por Igor Albin. Desde 2012, o governador é Sergei Sitnikov.
1. ↑  Júnior, Antônio Gonçalves Rocha (2020). O Percurso Teórico-Político da Obra de Nicolai Kondratiev (1920-1980). Goiânia: Universidade Federal de Goiás. p. 15
2. ↑  Gil, Filipe (14 de novembro de 2020). «Uma certa Rússia no prato». Diário de Notícias